# New Zealand Football Championship 2006/07
Die New Zealand Football Championship 2006/07 war die dritte Spielzeit der höchsten neuseeländischen Spielklasse im Fußball der Männer. Sie begann am 14. Oktober 2006 mit der Partie zwischen Canterbury United und Hawke’s Bay United und endete am 16. April 2007 mit dem Finale zwischen Waitakere United und dem Auckland City FC. Im Finale setzte sich Auckland City mit 3:2 durch und konnte somit seinen Titel aus dem Vorjahr verteidigen.

## Modus
Zunächst spielten alle Mannschaften in einer aus acht Mannschaften bestehenden Liga jeweils drei Mal gegeneinander, sodass jedes Team 21 Spiele bestritt. Der erstplatzierte Verein qualifizierte sich direkt für das Finale, während die zweit- und drittplatzierte Mannschaft zuvor noch das Halbfinale gewinnen mussten.

## Vorrunde

### Abschlusstabelle
| Pl. | Verein               | Sp. | S  | U | N  | Tore    | Diff. | Punkte |
| --- | -------------------- | --- | -- | - | -- | ------- | ----- | ------ |
| 1.  | Waitakere United     | 21  | 15 | 2 | 4  | 047:230 | +24   | 47     |
| 2.  | YoungHeart Manawatu  | 21  | 14 | 3 | 4  | 058:300 | +28   | 45     |
| 3.  | Auckland City FC (M) | 21  | 12 | 6 | 3  | 050:300 | +20   | 42     |
| 4.  | Canterbury United    | 21  | 9  | 4 | 8  | 033:300 | +3    | 31     |
| 5.  | Team Wellington      | 21  | 7  | 6 | 8  | 037:340 | +3    | 27     |
| 6.  | Hawke’s Bay United   | 21  | 4  | 4 | 13 | 029:490 | −20   | 16     |
| 7.  | Waikato FC           | 21  | 3  | 5 | 13 | 019:450 | −26   | 14     |
| 8.  | Otago United         | 21  | 2  | 6 | 13 | 019:510 | −32   | 12     |

| (M) | amtierender neuseeländischer Meister |

## Meisterplayoff

### Halbfinale
Im Halbfinale trafen der Zweite und Dritte der regulären Saison aufeinander.
| Datum         |                     | Ergebnis  |                  | Tore |
| ------------- | ------------------- | --------- | ---------------- | --- |
| 25. März 2007 | YoungHeart Manawatu | 1:3 (0:1) | Auckland City FC | 0:1 Grant Young (34.), 0:2 Keryn Jordan (47.), 1:2 Gustavo Saralegui (48.), 1:3 Jonathan Smith (90.+2') |

### Finale
Das Finale zwischen dem Ersten der regulären Saison und dem Sieger des Halbfinales fand am 16. April 2007 im North Harbour Stadium in Auckland statt.
| Datum          |                  | Ergebnis  |                  | Tore |
| -------------- | ---------------- | --------- | ---------------- | --- |
| 16. April 2007 | Waitakere United | 2:3 (1:1) | Auckland City FC | 0:1 Liam Mulrooney (16.), 1:1 Commins Menapi (21.), 1:2 Paul Urlovic (51.), 1:3 Neil Sykes (78.), 2:3 Jeff Campbell (90.+3') |

## Weblink
- Spieltage und Tabellen auf rsssf.org